# Джеймс, Эдмунд Джейнс
 Эдмунд Джейнс Джеймс  (англ.  Edmund Janes James; 21 мая 1855, Джэксонвилл, штат Иллинойс, США — 17 июня 1925, Ковина, штат Калифорния, США) — американский экономист, президент Американской экономической ассоциации в 1910 году, президент Иллинойсского университета в 1904—1920 годах, президент Северо-Западного университета с 1902 по 1904 год, основал и являлся первым президентом Американской академии политических и социальных наук в 1889—1895 годах.

## Биография
Эдмунд родился 21 мая 1855 года в семье методистского священника почётных нотаблей городка Джэксонвилл, штат Иллинойс.
Обучение в качестве студента проходил в Гарвардском университете в период 1874—1875 годах, а в 1877 году получил докторскую степень в Галле-Виттенбергском университете (Германия), где проходил обучение с 1875—1877 годах.
После возвращения в США в 1877 году стал директором Высшей школы Эванстона в штате Иллинойс, а через два года возглавил Высшую школу Нормала в штате Иллинойс. В 1883 году стал профессором на факультете финансов и администратором в Пенсильванском университете, при котором возглавил Уортонскую школу бизнеса. В 1889 году основал и стал первым президентом Американской академии политических и социальных наук с 1889 по 1895 год. В 1893 году он принял назначение на должность профессора государственных финансов в Чикагском университете, президентом Северо-Западного университета с 1902 по 1904 год.
В 1919 году в связи с ухудшением здоровья подал в отставку и, получив годовой отпуск, в 1920 году вышел на пенсию.
Семья

Анна Маргарит Ланге Джеймс (1856—1914) — жена Эдмунда Дж. Джеймса

Супруга Анна Маргарит Ланге Джеймс, рождённая в 1856 году, умерла 23 ноября 1914 года, оставив двух сыновей Антони Джон и Херман Дж. Джеймс и дочь Хелен Диксон Джеймс.